# Kerékpározás az 1960. évi nyári olimpiai játékokon
Az 1960. évi nyári olimpiai játékokon a kerékpározás versenyek hat számból álltak.

## Éremtáblázat
A rendező ország csapata eltérő háttérszínnel, az egyes számoszlopok legmagasabb értéke, vagy értékei vastagítással kiemelve.
| Az 1960. évi nyári olimpiai játékok éremtáblázata kerékpározásban | Az 1960. évi nyári olimpiai játékok éremtáblázata kerékpározásban | Az 1960. évi nyári olimpiai játékok éremtáblázata kerékpározásban | Az 1960. évi nyári olimpiai játékok éremtáblázata kerékpározásban | Az 1960. évi nyári olimpiai játékok éremtáblázata kerékpározásban | Olimpia  |
| ----------------------------------------------------------------- | ----------------------------------------------------------------- | ----------------------------------------------------------------- | ----------------------------------------------------------------- | ----------------------------------------------------------------- | -------- |
|                                                                   | Ország                                                            | Arany                                                             | Ezüst                                                             | Bronz                                                             | Összesen |
| 1.                                                                | Olaszország (ITA)                                                 | 5                                                                 | 1                                                                 | 1                                                                 | 7        |
| 2.                                                                | Szovjetunió (URS)                                                 | 1                                                                 | 0                                                                 | 4                                                                 | 5        |
|                                                                   |                                                                   |                                                                   |                                                                   |                                                                   |          |
| 3.                                                                | Egyesült Német Csapat (EUA)                                       | 0                                                                 | 4                                                                 | 0                                                                 | 4        |
| 4.                                                                | Belgium (BEL)                                                     | 0                                                                 | 1                                                                 | 1                                                                 | 2        |
|                                                                   |                                                                   |                                                                   |                                                                   |                                                                   |          |
| Összesen                                                          | Összesen                                                          | 6                                                                 | 6                                                                 | 6                                                                 | 18       |

## Érmesek

### Országúti számok
| Az 1960. évi nyári olimpiai játékok érmesei országúti kerékpározásban | | | |
| Versenyszám                                                           | Arany                                                                                                | Ezüst                                                                                                   | Bronz                                                                                                   |
| Férfi országúti mezőnyverseny (175,38 km)                             | Viktor Kapitonov · Szovjetunió (URS) · 4:20:37.0                                                     | Livio Trapé · Olaszország (ITA) · 4:20:37.0                                                             | Willy Vanden Berghen · Belgium (BEL) · 4:20:57.0                                                        |
| Országúti csapatverseny (100 km)                                      | Olaszország (ITA) · Livio Trapè · Antonio Bailetti · Ottavio Cogliati · Giacomo Fornoni · 2:14:33.53 | Egyesült Német Csapat (EUA) · Gustav-Adolf Schur · Egon Adler · Erich Hagen · Günter Lörke · 2:16:56.31 | Szovjetunió (URS) · Alekszej Petrov · Viktor Kapitonov · Jevgenyij Klevcov · Jurij Melihov · 2:18:41.67 |

### Pályakerékpár
| Az 1960. évi nyári olimpiai játékok érmesei pálya-kerékpározásban |                                                                                            | | |
| Versenyszám                                                       | Arany                                                                                      | Ezüst | Bronz |
| Repülőverseny (1000 m)                                            | Sante Gaiardoni · Olaszország (ITA) · 11.1                                                 | Leo Sterckx · Belgium (BEL)                                                                                | Valentino Gasparella · Olaszország (ITA)                                                                  |
| 1000 m időfutam                                                   | Sante Gaiardoni · Olaszország (ITA) · 1:07.27                                              | Dieter Gieseler · Egyesült Német Csapat (EUA) · 1:08.75                                                    | Rosztyiszlav Vargaskin · Szovjetunió (URS) · 1:08.86                                                      |
| Kétüléses (tandem)                                                | Olaszország (ITA) · Giuseppe Beghetto · Sergio Bianchetto                                  | Egyesült Német Csapat (EUA) · Jürgen Simon · Lothar Stäber                                                 | Szovjetunió (URS) · Vlagyimir Leonov · Borisz Vasziljev                                                   |
| Férfi 4000 méter csapat üldözőverseny                             | Olaszország (ITA) · Marino Vigna · Luigi Arienti · Franco Testa · Mario Vallotto · 4:30.90 | Egyesült Német Csapat (EUA) · Siegfried Köhler · Bernd Barleben · Peter Gröning · Manfred Klieme · 4:35.78 | Szovjetunió (URS) · Viktor Romanov · Arnold Belgardt · Leonyid Kolumbet · Sztanyiszlav Moszkvin · 4:34.05 |